# 美術品の美術館における公開の促進に関する法律
美術品の美術館における公開の促進に関する法律（びじゅつひんのびじゅつかんにおけるこうかいにかんするほうりつ、平成10年6月10日法律第99号）は、個人や企業が持っている日本国内の美術品を、所有権は変えずに美術館や博物館で一般公開することを定めた法律である。美術品公開促進法とも表記される。
1998年12月10日に施行された。

## 内容
美術品の価値および公開可能性を要件に、美術品所有者は文化庁長官の登録を受けることができると定める。これにより、美術館での継続的な公開を確保する。また、美術館には公開義務の他に、登録美術品につき善管注意義務が課している。なお、所有者へのインセンティブとして、登録美術品に相続税に関して優遇措置をとる。

## 背景
美術品の美術館における公開の促進に関する法律が成立した背景としては、バブル期に日本で盛んに購入された美術品を、日本国外へ流出させないための仕組みが必要だったことが指摘されている。背景としては他にも、1980年代以降地方自治体で公立美術館を建設したものの、収蔵品購入のための予算が確保できていなかった事情が指摘される。

## 評価
小林真理は本法について「いかにして、優れた美術品を『購入』せずに、日本国内にとどめるかという策ともいえる」と評している。また、朝日新聞学芸部編集委員の田中三蔵は「企業には税制上のメリットがないことや、現存作家の作品は対象にならないことなどの不備が指摘されている」と報じている。